# Little Monsters (Beverly Hills, 90210)
Little Monsters is de negentiende aflevering van het vijfde seizoen van het tienerdrama Beverly Hills, 90210, die voor het eerst werd uitgezonden op 1 februari 1995.

## Verhaal
Dylan is weer terug vanuit Hawaï waar hij Erica naartoe gebracht heeft. Ze blijft daar bij Iris om haar leven weer op te pakken. Valerie heeft hem opgehaald op het vliegveld en zegt blij te zijn dat hij terug is. Maar dat is niet de enige reden van haar komst, ze vindt dat ze wel een beloning verdiend heeft voor het meehelpen in Mexico. Dylan vindt dat ze wel iets verdiend heeft en geeft haar een cheque van $ 10.000, - en dat valt haar een beetje tegen en ze had wel iets meer verwacht. Maar Dylan is niet van plan meer te geven en dat vertelt hij haar ook. Ze verlaat teleurgesteld zijn huis. Later gaat ze naar Jonesy om hem ook een beloning te vragen, hij geeft haar iets meer $ 100.000, - en een belofte van haar dat ze hem in de toekomst nog een keer helpt.
Brandon voelt zich steeds meer vervreemd van Kelly nu ze steeds meer tijd besteed aan Finley. Brandon besluit een positief artikel te schrijven voor de krant over Finley om zo de hoop te houden dat Kelly bij hem terugkomt. Eerst is Kelly blij met dit artikel maar als ze merkt dat Brandon dit geschreven heeft om haar terug te krijgen duwt ze hem weer weg. Het bestuur vergadert over het laten aanblijven van Finley. Als dit gaande is wachten veel studenten van Finley voor de deur op de uitslag. Later blijkt dat Finley ontslagen wordt en Finley roept dan dat hij zijn werk zal voortzetten vanaf een andere locatie. Zijn “fans’’ juichen dat toe en roepen dat ze hem zullen volgen met Kelly daartussen. Als Finley alleen is met Kelly vraagt hij iets aan haar wat ze niet verwachte, als ze werkelijk door wil met hem moet ze het uitmaken met Brandon.
Ray heeft succes en daarom heeft een platenlabel interesse in hem, ze sturen iemand om hem te volgen. Het probleem is dat dit Ariel is, die een verleden heeft met David (zie Mr. Walsh Goes to Washington). Als David hierachter komt probeert hij Ray te waarschuwen maar hij denkt dat hij sterker is dan David. David licht Donna in en zij is niet bepaald blij met dit nieuws. Maar Ray blijft bij zijn mening en gaat door met Ariel. Als de onderhandelingen beginnen dan wil Ray niet tekenen omdat hij dan zijn rechten op zijn muziek af moet geven.
Hannah is ziek en Andrea maakt zich zorgen, op aandringen van Jesse gaat ze naar het ziekenhuis om Peter naar haar laten kijken. Ze flirten en ze eindigen met een afspraakje in een koffiehuis.

## Rolverdeling
- Jason Priestley - Brandon Walsh
- Jennie Garth - Kelly Taylor
- Ian Ziering - Steve Sanders
- Gabrielle Carteris - Andrea Zuckerman
- Luke Perry - Dylan McKay
- Brian Austin Green - David Silver
- Tori Spelling - Donna Martin
- Tiffani Thiessen - Valerie Malone
- Carol Potter - Cindy Walsh
- James Eckhouse - Jim Walsh
- Mark D. Espinoza - Jesse Vasquez
- Kathleen Robertson - Clare Arnold
- Jamie Walters - Ray Pruit
- Joe E. Tata - Nat Bussichio
- James C. Victor - Peter Tucker
- Alan Toy - Patrick Finley
- Wings Hauser - J. Jay Jones
- Kari Wuhrer - Ariel Hunter